# Tucurú
Tucurú – miasto w środkowej Gwatemali, w departamencie Alta Verapaz, leżące w odległości 41 km na południowy wschód od stolicy departamentu, nad rzeką Río Polochic. Miasto jest siedzibą gminy o tej samej nazwie, która w 2012 roku liczyła 41 421 mieszkańców. Gminę od północnego wschodu ograniczają góry Sierra de las Minas a od zachodu Sierra de Chamá. Powierzchnia gminy jest niewielka i obejmuje tylko 96 km².